# Marquesado de Viana
El marquesado de Viana es un título nobiliario español creado por el rey Alfonso XII en 1875 a favor de Teobaldo Saavedra y Cueto (1839-1898), hijo del conocido literato y político Ángel de Saavedra, III duque de Rivas, como premio por su apoyo a la restauración de la monarquía en España. Su nombre se refiere a la localidad castellano-manchega de Viana de Mondéjar, situada en el municipio de Trillo, en la provincia de Guadalajara.
Los marqueses de Viana eran propietarios del Palacio de Viana de Madrid, del Palacio de Viana de Córdoba, del palacio de Moratalla, en Hornachuelos, y del Palacio de Garcíez, en Garcíez (Jaén).
El segundo marqués de Viana ocupó importantes puestos en la Real Casa ya que fue Sumiller de Corps, Caballerizo mayor y Montero Mayor y amigo personal de Alfonso XIII, poniendo en contacto al monarca con Joaquín Sorolla. Asimismo existió una enemistad manifiesta entre la reina Victoria Eugenia de Battenberg y dicho marqués, ya que ella le acusaba de fomentar las infidelidades del Rey y a la vez que Viana despreciaba a la reina por haber introducido la hemofilia en la familia real española.
El rey Alfonso XIII le concedió la Grandeza de España el 20 de marzo de 1893 al primer titular.

## Marqueses de Viana
|                          | Titular                                   | Periodo                  |
| Creación por Alfonso XII | Creación por Alfonso XII                  | Creación por Alfonso XII |
| ------------------------ | ----------------------------------------- | ------------------------ |
| I                        | Teobaldo Saavedra y Cueto                 | 1875-1900                |
| II                       | José de Saavedra y Salamanca              | 1900-1927                |
| III                      | Fausto de Saavedra y Collado              | 1927-1980                |
| IV                       | Jacobo Hernando Fitz-James Stuart y Gómez | actual titular           |

## Historia de los marqueses de Viana
- Teobaldo Saavedra y Cueto, I marqués de Viana;.[1]  casado con la rica marquesa viuda de Villaseca que le entregó su fortuna.  En 1900, le sucedió el hijo de su hermano Fausto, I conde de Urbasa que había casado con María Fernanda de Salamanca y García, por tanto, su sobrino:

- José de Saavedra y Salamanca (1870-1927), II marqués de Viana, II conde de Urbasa.

1. Casó con María de la Visitación Mencía de Collado y del Alcázar, X marquesa del Valle de la Paloma, Dama de la Reina Victoria Eugenia de Battenberg.  Le sucedió su hijo:

- Fausto de Saavedra y Collado (1902-1980), III marqués de Viana, III conde de Urbasa, conde de Castroponce, vizconde de Jarafe, VII duque de la Roca, XI marqués de Coquilla, gentilhombre grande de España con ejercicio y servidumbre del Rey Alfonso XIII. Casó con Sofía de Láncaster y Bleck. Sin descendientes. Le sucedió el nieto de su hermana Carmen de Saavedra y Collado, casada con Hernando Fitz-James Stuart, duque de Peñaranda de Duero, por tanto su sobrino nieto:

- Jacobo Hernando Fitz-James Stuart y Gómez (nacido en 1947), IV marqués de Viana, VIII duque de la Roca,  XVI duque de Peñaranda de Duero, XIV marqués de Villaviciosa, VI marqués de la Laguna, IX marqués de Coquilla, XIV conde del Montijo, IV conde de Urbasa, conde de Torrehermosa.